# Lysser Aussichtsturm
Der Lysser Aussichtsturm steht auf der Kreuzhöhe im Wald oberhalb von Lyss im Schweizer Kanton Bern. Er wurde anlässlich der 1000-Jahr-Feier der Gemeinde Lyss im Jahre 2009 erbaut.
Zusammen mit Sponsoren aus dem lokalen Gewerbe und privaten Gönnern erbaute der Verein Lysser Aussichtsturm Burgerliche Waldkorporation den Turm. Er vermittelt den Besuchern einen Überblick über Lyss und die nähere Umgebung und bietet eine 360-Grad-Rundumsicht mit Blick auf den Jura und die Alpen. Die Einweihungsfeier fand am 12. Dezember 2009 statt. Das Fest bildete den Abschluss der 1000-Jahr-Feier Lyss’.

## Situation
Der im Jahre 2009 aus Douglasie und Fichte erstellte Turm ist 38 Meter hoch. 180 Treppenstufen führen zur Aussichtsplattform in 34 Metern Höhe.
Von der Plattform aus bietet sich eine Aussicht über Lyss bis zum Jura und zu den Berner Alpen.
Von Lyss aus erreicht man den Aussichtsturm in ca. fünf Minuten.

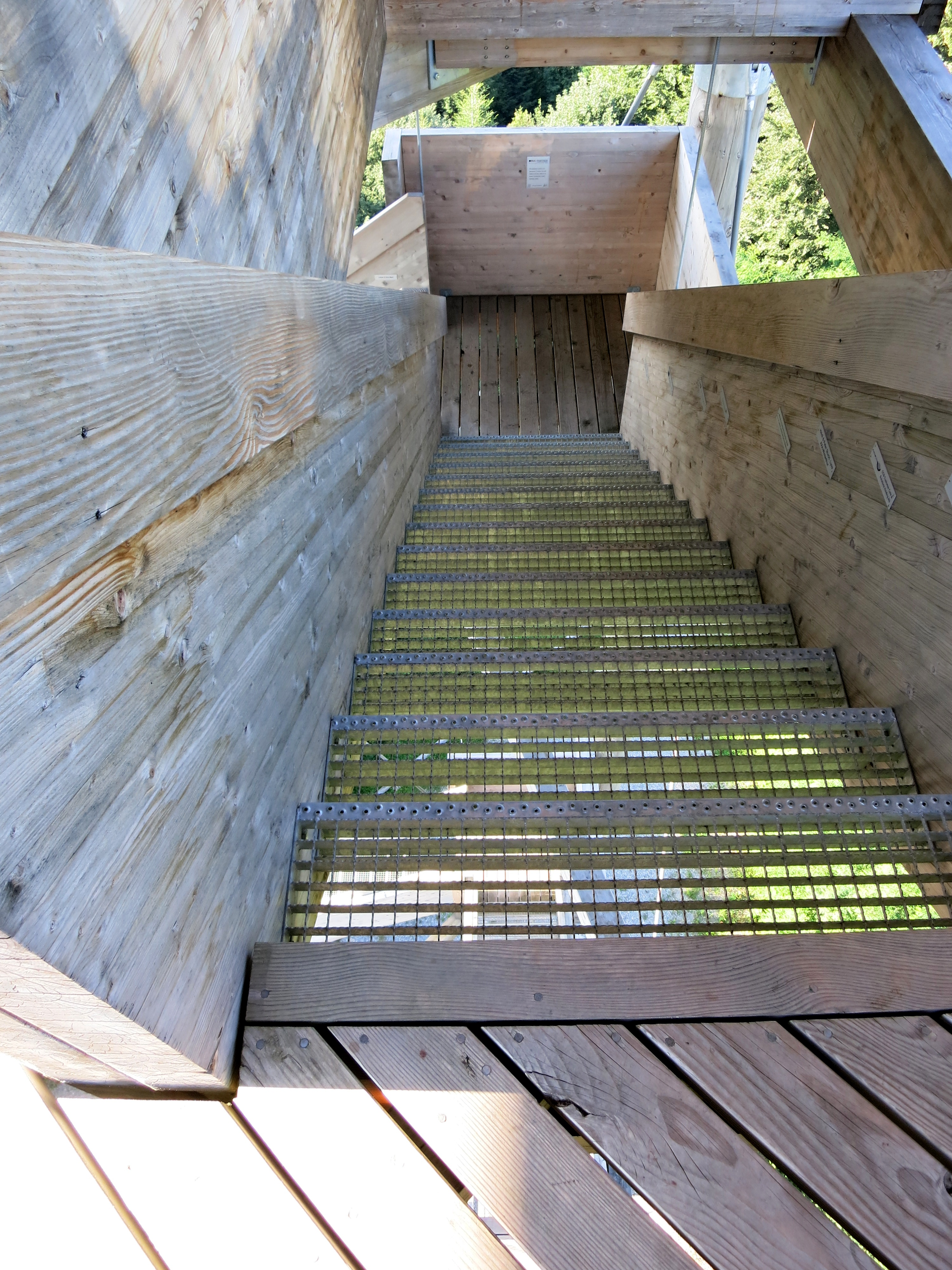
Treppen
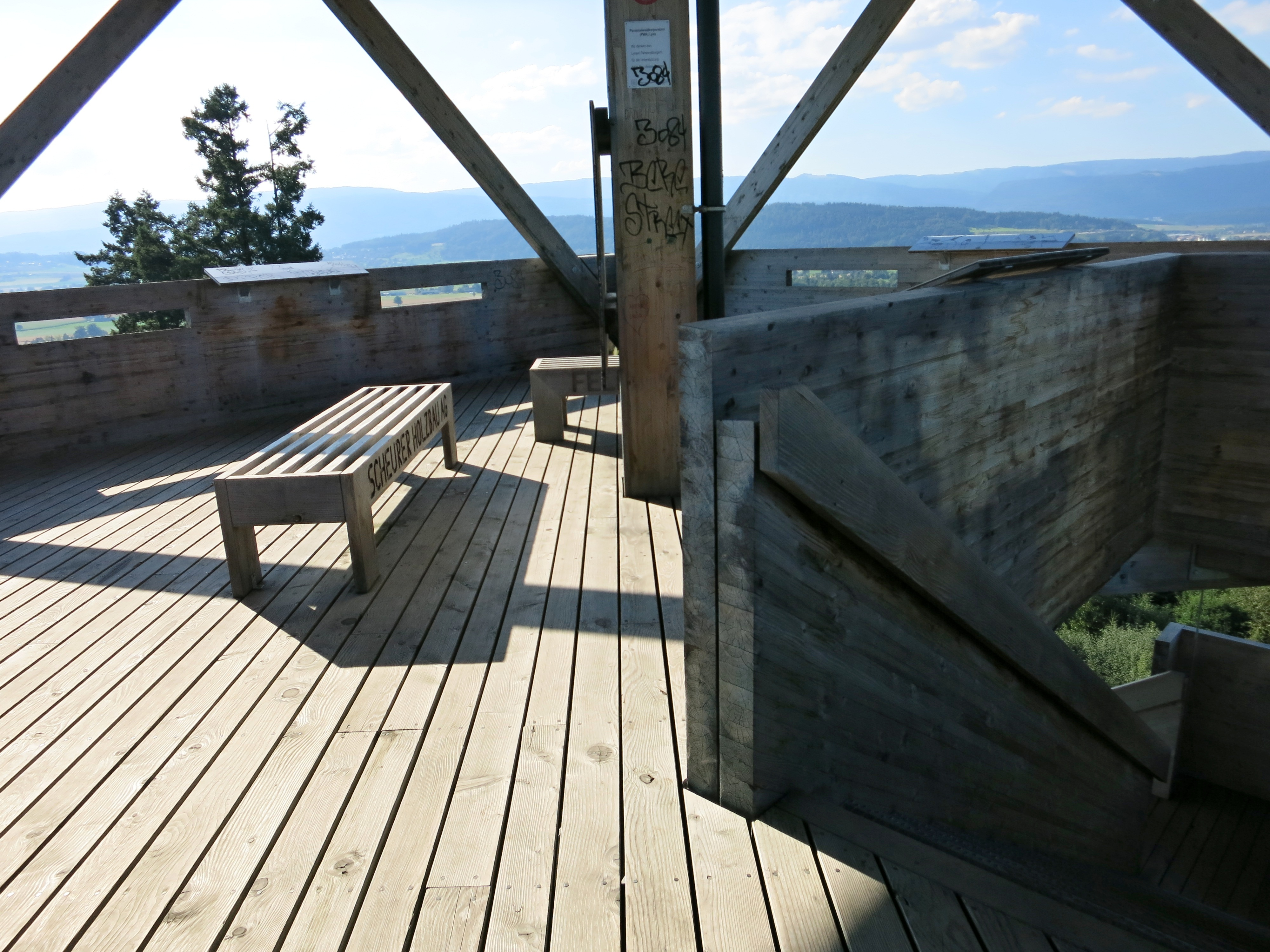
Aussichtsplattform